# 823
Năm 823 là một năm trong lịch Julius.